# Háj (powiat Turčianske Teplice)
Háj (węg. od 1899 Turócliget) – wieś i gmina (obec) w powiecie Turčianske Teplice, kraju żylińskim, w północno-centralnej Słowacji. Znajduje się w Kotlinie Turczańskiej, u zachodnich podnóży Wielkiej Fatry, a jej zabudowania rozłożyły się nad Somolickim potokiem.   

## Historia
Najstarsze ślady osadnictwa na terenie wsi pochodzą z XI w. Wzmiankowana po raz pierwszy w 1264 r. jako Hai, następnie jako Gay, Goi, w 1340 r. – jako Hay, była pierwotnie osadą królewską. Na początku XIV w. stanowiła już jednak własność komesa Mechka, w latach 1430–1493 wchodziła w skład „państwa” feudalnego Hájskich, zaś w latach 1532–1849 należała do majątków miasta Kremnicy.
Háj należał pierwotnie do parafii św. Michała Archanioła w Turczańskim św. Michale (słow. Turčiansky sv. Michal, obecnie w granicach miasta Turčianske Teplice). Od XVI w. stał się samodzielną parafią, obejmującą również wsie: Turčianske Teplice, Dolná Štubňa i Čremošné.

## Zabytki
- Kościół katolicki pw. św. św. Kosmy i Damiana z 1454 r. Murowany, orientowany, pierwotnie jednonawowy. Został przebudowany w połowie XVIII w., w wyniku czego powstała świątynia trójnawowa z prezbiterium i wieżą od frontu na osi oraz dobudowaną od południa zakrystią. W ścianie zachowane pierwotne pastoforium. Nawy przykryte sklepieniem kolebkowym z lunetami (1719–1729), wieża nakryta jest trzypiętrowym łamanym dachem – hełmem. Wyposażenie kościoła w większości barokowe. Ambona, również barokowa, z połowy XVIII w. Z dawnego wyposażenia zachowała się kamienna gotycka chrzcielnica z XV w. Późnogotycka rzeźba „Hájska Panna Mária” wysokości 120 cm pozostaje obecnie w depozycie w Słowackim Muzeum Narodowym w Martinie.
- Kościół ewangelicki z 1820 r., murowany, z wieżą na osi, nakrytą cebulastym hełmem. Odnowiony w latach 1967–1970.

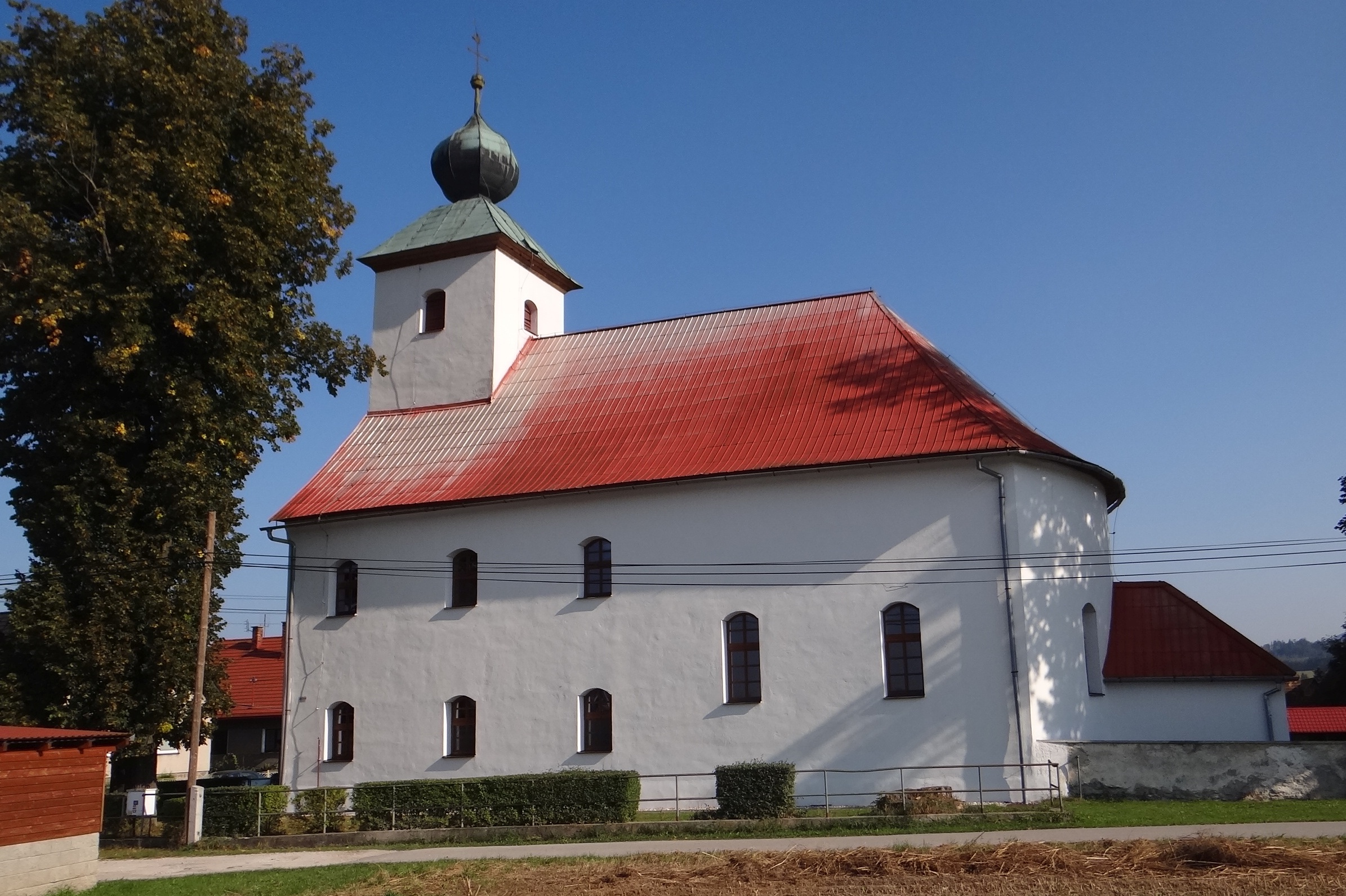
Kościół ewangelicki
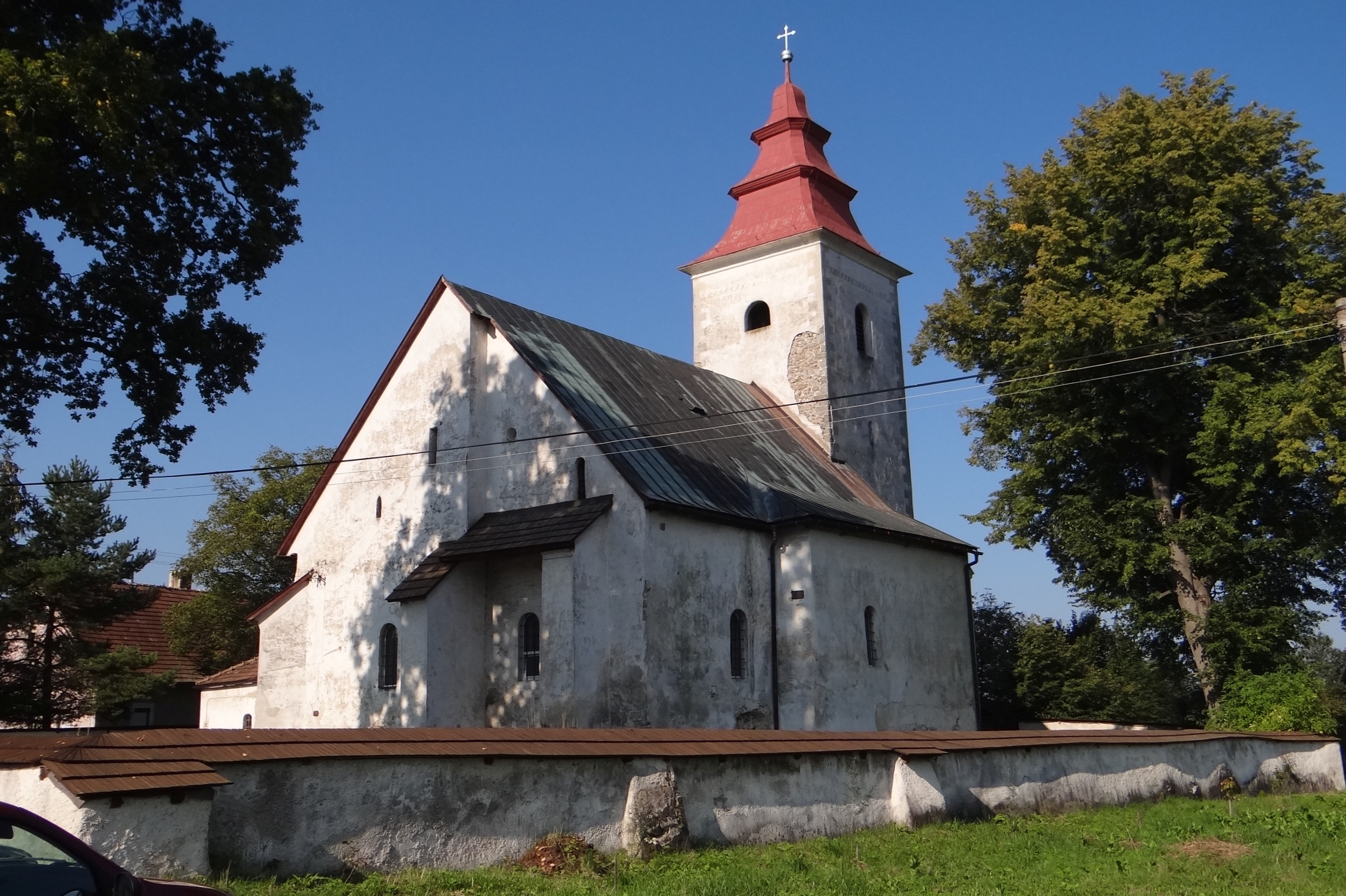
Kościół katolicki
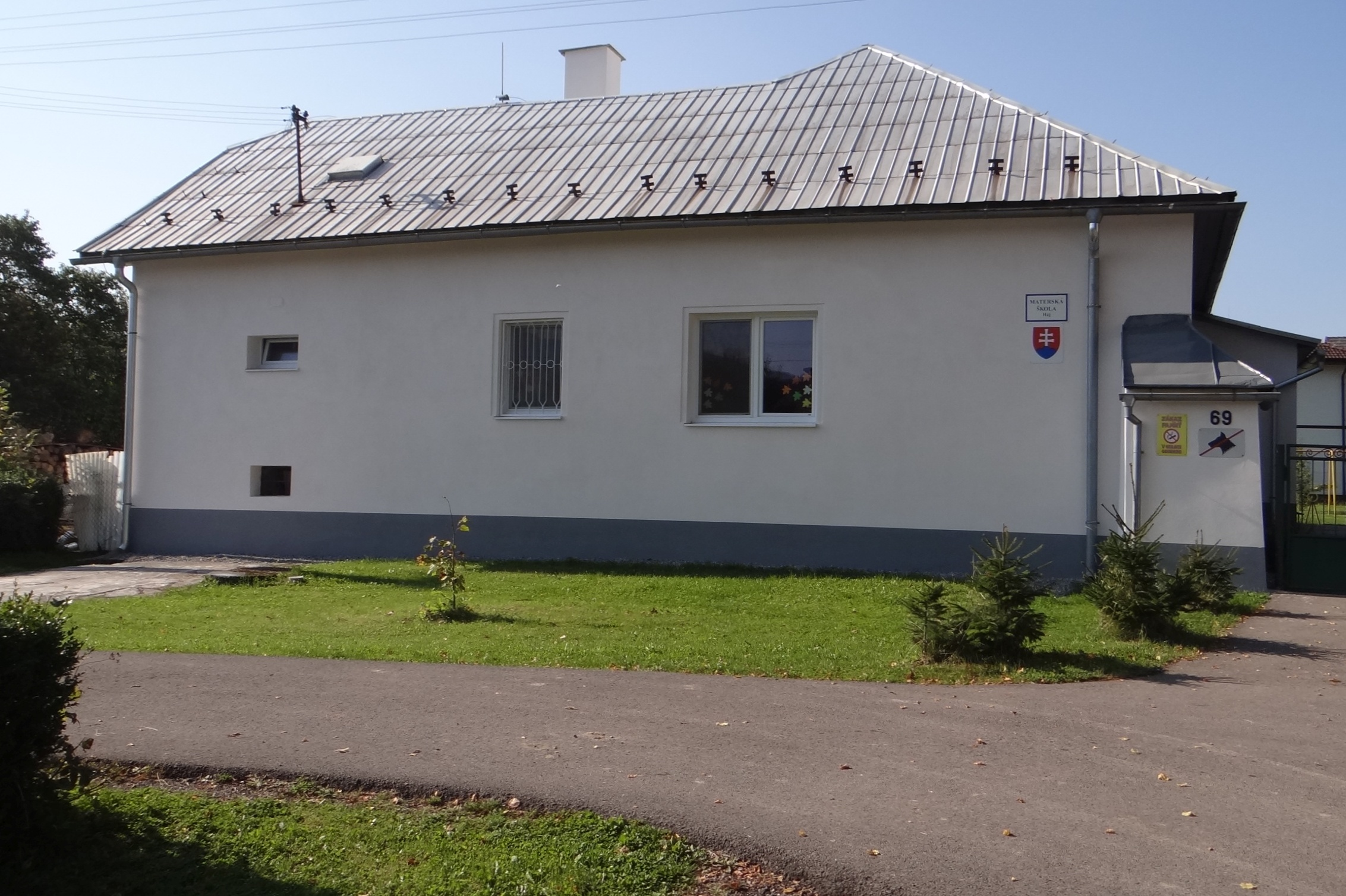
Budynek gminy
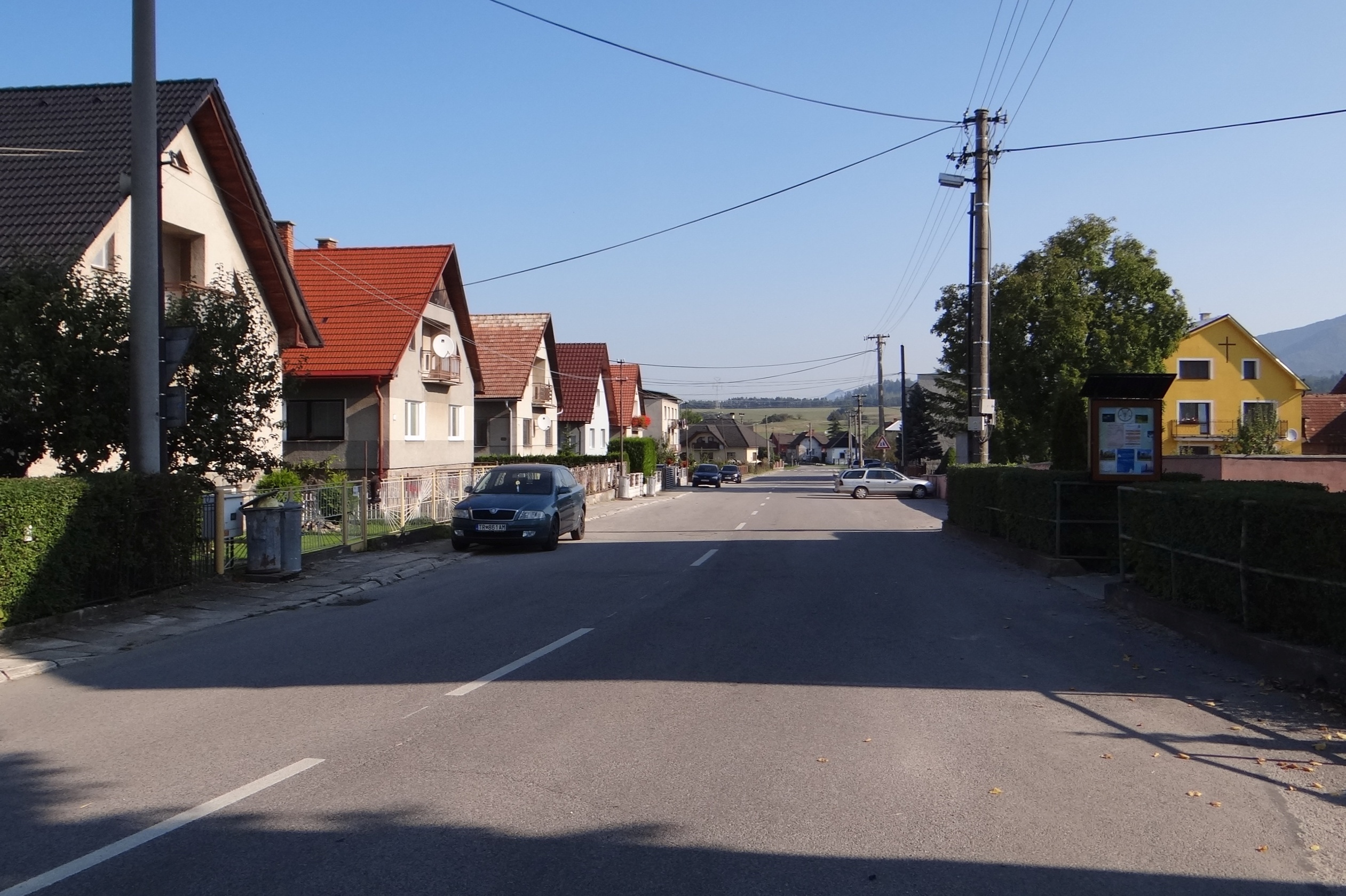
Główna ulica